# Чонбокчук
Чонбокчук (전복죽, tɕʌnbok̚tɕ͈uk) — разновидность рисовой каши (чук, 죽) с морским ушком и белым рисом. Морское ушко считалось в Корее престижной едой и часто подавалось королю. Это блюдо является региональным деликатесом острова Чеджудо. Чонбокчук — не только деликатес, но и питательное блюдо для больных или пожилых людей. Чонбокчук может быть приготовлен как с внутренними органами ушка, так и только с мышечной тканью. Последний внешне более светлый, цвета слоновой кости.

## Приготовление и сервировка
Морское ушко моется щёткой и вскрывается. Со стенок счищается мякоть, внутренние органы вынимаются отдельно. Мякоть слегка отваривается и тонко режется, а затем поджаривается на воке в малом количестве кунжутного масла, после чего в вок добавляются вымоченный заранее рис и вода, и блюдо тушится при более высокой температуре. В готовое блюдо можно добавить соль и корейский соевый соус.

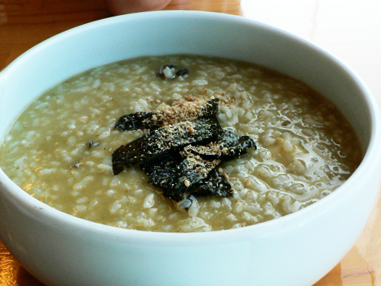
Чонбокчук, приготовленный с внутренними органами морского ушка.